# 中溪镇
中溪镇，是中华人民共和国安徽省宣城市宁国市下辖的一个乡镇级行政单位。

## 行政区划
中溪镇下辖以下地区：
中溪社区、狮桥社区、石口村、中溪村、中田村、凤凰村、狮桥村和夏林村。